# Вотинцев Василь Петрович
Василь Петрович Вотинцев (1897, село Сюрсовай Сарапульського повіту Вятської губернії, тепер Шарканського району, Удмуртія, Російська Федерація — 13 жовтня 1983, місто Іжевськ, тепер Удмуртія, Російська Федерація) — радянський державний діяч, голова Президії Верховної ради Удмуртської АРСР, голова Іжевської міської ради. Депутат Верховної ради СРСР 3-го скликання.

## Життєпис
Народився в селянській родині. У дитячі роки втратив батька. У 1909—1913 роках — наймит у селянських господарствах сіл Сільшур та Соснівка Сосновської волості Сарапульського повіту Вятської губернії.
У 1913—1914 роках — переписувач у Світлянському волосному правлінні (село Світле Сарапульського повіту). У 1914—1916 роках — переписувач Шарканського волосного правління Сарапульського повіту. У 1916 році — волосний писар Нижньо-Липського волосного правління Сарапульського повіту.
З 1916 по 1918 рік служив у російській армії.
У 1918 році — секретар виконавчого комітету Шарканської волосної ради робітників, селянських та червоноармійських депутатів; співробітник для особливих доручень штабу Вятської особливої дивізії РСЧА.
У 1918—1919 роках — народний суддя другої дільниці Сарапульського повіту села Шаркан. У 1919 році — член військового трибуналу Вятського укріпрайону у місті Вятці. У 1919—1921 роках — народний суддя другої дільниці Сарапульського повіту села Шаркан.
У 1921—1924 роках — завідувач Дебесського повітового фінансового відділу Вотської автономної області.
У 1924 році — член Вотського обласного суду в місті Іжевську.
У 1924—1927 роках — заступник завідувача фінансового відділу виконавчого комітету Вотської обласної ради робітників, селянських та червоноармійських депутатів у місті Іжевську.
Член ВКП(б) з 1925 року.
У 1927—1928 роках — голова виконавчого комітету Іжевської повітової ради робітників, селянських та червоноармійських депутатів.
У 1928—1929 роках — завідувач фінансового відділу виконавчого комітету Вотської обласної ради робітників, селянських та червоноармійських депутатів у місті Іжевську.
У 1929—1930 роках — директор Глазовського ліспромгоспу Вотської автономної області.
У 1930—1931 роках — голова виконавчого комітету Уканської районної ради робітників, селянських та червоноармійських депутатів Вотської автономної області.
У 1931—1932 роках — голова Удмуртської обласної ради народного господарства.
У 1932—1933 роках — постійний представник Удмуртської автономної області при Президії ВЦВК у Москві. Закінчив один курс Академії постачання імені Сталіна.
У 1933 — січні 1935 року — заступник голови виконавчого комітету обласної ради Удмуртської автономної області.
У січні 1935 — 1936 року — заступник голови Ради народних комісарів Удмуртської АРСР.
У 1936—1938 роках — голова Іжевської міської ради депутатів трудящих Удмуртської АРСР.
У 1938—1939 роках — керуючий Іжевського ліспромкомбінату.
У 1939—1941 роках — начальник управління промисловості будівельних матеріалів при Раді народних комісарів Удмуртської АРСР.
У 1941—1949 роках — керуючий Удмуртського тресту «Росголовхліб».
21 квітня 1949 — 19 серпня 1952 року — голова Президії Верховної ради Удмуртської АРСР.
Потім — персональний пенсіонер.

## Нагороди
- орден Леніна
- орден «Знак Пошани»
- медаль «За доблесну працю у Великій Вітчизняній війні 1941—1945 рр.»
- медалі